# Triple Five Group
Triple Five Group is een Canadees bedrijf gevestigd in Edmonton. Het bezit en beheert meerdere winkelcentra en hotels en houdt zich bezig met vastgoed. Het bedrijf is onder meer bekend als eigenaar van de Mall of America en West Edmonton Mall.
Het bedrijf is eigendom van de familie Ghermezian uit Canada.

## Winkelcentra
- Mall of America in Bloomington, VS
- West Edmonton Mall in Edmonton, Canada